# JKT Ruvu Stars
JKT Ruvu Stars – tanzański klub piłkarski grający w tanzańskiej drugiej lidze, a niegdyś w tanzańskiej pierwszej lidze, mający siedzibę w mieście Dodoma.

## Sukcesy
- Puchar Tanzanii[1]:
  - zwycięstwo (1):  2002

## Stadion
Domowe mecze klub rozgrywa na stadionie o nazwie Jamhuri Stadium w Dodomie. Stadion może pomieścić 30000 widzów.

## Reprezentanci kraju grający w klubie
Stan na styczeń 2023.
| - Mohammed Abrahamani - Adam Omar Adam - Adeyum Saleh Ahmed - Shaabani Dihile - Hassan Saleh Dilunga - Frank Domayo - Mohamed Khatib Faki - Atupele Green - Hussein Javu - Amos Juma - Mwinyi Kazimoto - Omari Kindamba - Pius Kisambale - Daniel Lyanga | - Rashid Mandawa - Edward Charles Manyama - Hadji Mberwa - Mussa Hassan Mgosi - Ali Mkanga - Gaudence Mwaikimba - David Mwantika - Kelvin Nashon - Michael Aidan Pius - Haruna Shamte - Ali Ahmed Shiboli - Jabir Aziz Stima - David Uromi |